# Sempy
Sempy là một xã ở Pas-de-Calais department in the Hauts-de-France region of Pháp.
Sempy có cự ly 4 miles (6 km) về phía đông nam Montreuil-sur-Mer trên đường D129, dọc hai bờ sông Bras de Brosne.

## Dân số
| 1962                                                         | 1968 | 1975 | 1982 | 1990 | 1999 | 2006 |
| ------------------------------------------------------------ | ---- | ---- | ---- | ---- | ---- | ---- |
| 224                                                          | 238  | 229  | 210  | 176  | 176  | 238  |
| Số liệu điều tra dân số từ năm 1962: Dân số không tính trùng |      |      |      |      |      |      |